# Base de submarinos de La Rochelle
La base de submarinos de La Rochelle, también conocida como base de submarinos de La Pallice, fue una de las cinco bases construidas por la Alemania nazi para el albergue, abastecimiento y reparación de submarinos (U-Boot) en la Costa Atlántica de Francia durante la Segunda Guerra Mundial.

## Historia
Estaba ubicada en La Pallice, barrio de La Rochelle a 5 km del centro de la ciudad. Las obras se iniciaron en abril de 1941 y se completaron en el periodo de 6 meses, en su construcción intervino mano de obra esclava, incluyendo numerosos prisioneros españoles. Fue la sede de la 3ª flotilla de submarinos alemanes que se trasladó desde la ciudad de Kiel en octubre de 1941. La estructura de hormigón continúa en pie aunque sin ningún uso militar.

## Descripción

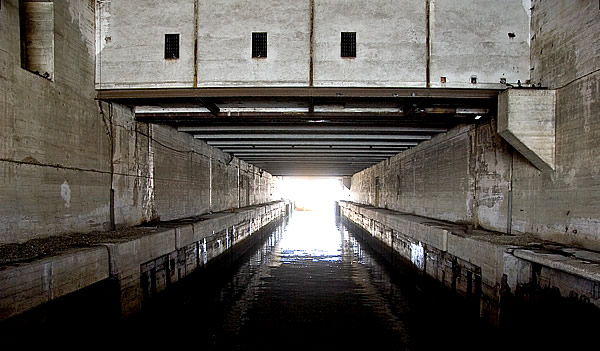
Aspecto del interior de uno de los muelles.

El complejo principal del búnker tiene 192 metros de ancho, 159 metros de profundidad y 19 metros de altura, está cubierto por una capa de hormigón de varios metros de espesor que tenía la finalidad de hacerlo inexpugnable a los ataques aéreos. El área central se compone de diferentes muelles para el atraque de submarinos numerados del 1 al 10 de norte a sur. Entre los muelles 7 y 8 existe un dique que se adentra 200 metros en el mar. En la parte de atrás se dispone una sección transversal de cinco metros de ancho en dirección norte-sur, que servía de conexión con los almacenes y talleres. Este corredor disponía de conexión ferroviaria y las entradas podían cerrarse por ambos lados mediante puertas blindadas.

## Cine
Las instalaciones se han utilizado para varias películas y series de televisión, entre ellas:
- Das Boot (El submarino). Película alemana de 1981 dirigida por Wolfgang Petersen.
- Raiders of the Lost Ark. Dirigida por Steven Spielberg, fue estrenada en 1981.
- Das Boot (serie) (El submarino). Serie alemana en ocho capítulos para televisión estrenada en 2018.